# Samita (Arabia Saudyjska)
Samita (arab. صامطة, Ṣāmita) – miasto w południowo-zachodniej Arabii Saudyjskiej, w prowincji Dżizan. W 2010 roku liczyło ok. 32 tys. mieszkańców.
21 stycznia 2011 roku w mieście niezidentyfikowany 65-letni mężczyzna dokonał samospalenia. To był najprawdopodobniej pierwszy w historii królestwa znany przypadek samospalenia. Wywołało to początek saudyjskich protestów.